# Ференц Дюрчань
Фе́ренц Дью́рчань (угор. Gyurcsány Ferenc; * 4 червня 1961, Папа, Угорщина) — прем'єр-міністр Угорщини у 2004–2009 роках, представляє Угорську соціалістичну партію. У минулому — комсомольський діяч, в 1990-ті роки займався підприємництвом і став одним з найбагатших людей країни.

## Біографія
Вчився в Університеті Януса Паноніуса в місті Печ, з 1980 по 1984 рік на педагогічному факультеті, потім, з 1984 по 1990 рік — на економічному. Був активістом Ліги комуністичної молоді (KISZ), з 1988 по 1989 рік входив в центральний комітет цієї організації, відповідав за роботу її відділень у вузах.
Після падіння комуністичного режиму зайнявся бізнесом. Працював консультантом в компанії CREDITUM Financial Consultant Ltd. (з 1990 по 1992 рік), директором EUROCORP International Financial Inc. (у 1992 році). З 1992 року був генеральним директором, а з 2002 по 2003 рік — головою правління компанії ALTUS Investment and Assets Management Inc.. Операції на ринку нерухомості і участь в приватизації державної власності зробили Дюрчаня мультимільйонером і однією з найбагатших людей Угорщини.
Після приходу до влади наступників компартії — Угорської соціалістичної партії (MSZP) — Дюрчань повернувся в політику, з 2002 по 2003 рік займав посаду старшого радника в апараті прем'єр-міністра Петера Медьєши (Peter Medgyessy). З травня 2003 по вересень 2004 року був міністром у справах дітей, молоді і спорту. У 2003 році увійшов до складу національного виконавчого комітету MSZP, в 2004 році очолював відділення партії в області Дьер-Мошон-Шопрон.
У жовтні 2004 року змінив Медьєши на посту прем'єр-міністра. Під керівництвом Дюрчаня соціалістам вдалося обійти в рейтингу популярності своїх головних конкурентів — правоцентристську партію Fidesz — Угорський громадянський альянс (Fidesz — Magyar Polgari Szovetseg). Сам новий прем'єр-міністр проявив незвичайні здібності лідера і за популярністю перевершив харизматичного главу Fidesz. В результаті соціалістам вдалося отримати перемогу на загальних виборах 2006 року.
Спостерігачі вказували на схильність Дюрчаня до надмірно різких і необачних заяв. 17 вересня 2006 року був опублікований запис виступу прем'єр-міністра на закритому урядовому засіданні. Дюрчань признавався, що керівництво країни одурювало громадян, щоб перемогти на виборах, і приховувало інформацію про реальний стан угорської економіки. Прихильники опозиції відреагували на це масовими акціями протесту і безладами і зажадали відставки Дюрчаня, проте прем'єр-міністр відмовився залишити свою посаду.
Протестувальники нападали на державні установи, підпалювали автомобілі, нападали на поліцію. У перший же день вуличних заворушень Дюрчань заявив: «Я залишаюся і робитиму свою роботу. Я серйозно налаштований на реалізацію своєї програми. Розумію всю критику на свою адресу, але потрібно відрізнити здорову критику. від простого вандалізму. Якщо дві-три тисячі людей не розуміють, що можна робити, а що не можна, це не підстава для того, щоб порушувати мир і спокій в країні». Антиурядові виступи продовжувалися два тижні.
1 жовтня 2006 в Угорщині відбулися місцеві вибори, на яких правляча партійна коаліція зазнала нищівної поразки. Права опозиція на чолі з партією «Фідец» отримала більшість в обласних зборах як мінімум 18 з 19 округів і посади мерів не менше чим в 19 з 23 найбільших міст країни.
Того ж дня президент Угорщини Ласло Шойом закликав Дюрчаня відправити уряд у відставку. Шойом піддав прем'єр-міністра критиці за використання «недозволенних методів політичної боротьби, що підривають довіру до угорської демократії», і «моральна криза», в яку країна занурилася по його провині. Президент призвав депутатів винести уряду вотум недовіри.
Партнери по урядовій коаліції — соціалісти і вільні демократи, що мають в парламенті надійну більшість, відкинули втручання президента, який за конституцією виконує лише церемоніальні функції. А Ференц Дюрчань знов заявив, що у відставку не піде і продовжить реформи, що передбачають жорстку бюджетну економію.
Дюрчань оголосив про намір піти у відставку 21 березня 2009, коли його постать стала заважати коаліційним угодам. 14 квітня 2009 парламент Угорщини вибрав нового прем'єр-міністра країни замість Ференца Дюрчаня. Ним став 41-річний міністр національного розвитку і економіки Гордон Байнаї.
Дюрчань одружений втретє, на Кларі Добрев (Klara Dobrev), виховує четверо дітей.